# Letheobia rufescens
Espèce
Synonymes
- Typhlops rufescens Chabanaud, 1916
- Rhinotyphlops rufescens (Chabanaud, 1916)
- Typhlops vryjdaghi Laurent, 1956

Letheobia rufescens est une espèce de serpents de la famille des Typhlopidae. 

## Répartition
Cette espèce se rencontre en République centrafricaine et dans le nord de la République démocratique du Congo.

## Description
L'holotype de Letheobia rufescens mesure 422 mm et d'un diamètre au milieu du corps de 6 mm. Cette espèce a le corps roussâtre clair. Ses narines et la pointe de sa queue sont brun roussâtre.

## Étymologie
Son nom d'espèce, du latin rufescens, « roussâtre », fait référence à sa livrée.

## Publication originale
- Chabanaud, 1916 : Enumération des Ophidiens non encore étudiés de l'Afrique occidentale, appartenant aux Collections du Muséum avec le description des espèces et des variétés nouvelles. Bulletin du Muséum national d'histoire naturelle, Paris, vol. 22, p. 362-382 (texte intégral).